# Cymothoe fernandina
Cymothoe fernandina är en fjärilsart som beskrevs av Hall 1929. Cymothoe fernandina ingår i släktet Cymothoe och familjen praktfjärilar. Inga underarter finns listade i Catalogue of Life.